# Véra Clouzot
Vera Clouzot, nome d'arte di Vera Gibson Amado (Rio de Janeiro, 30 dicembre 1913 – Parigi, 15 dicembre 1960), è stata un'attrice e sceneggiatrice brasiliana.

## Biografia
Figlia di un diplomatico brasiliano, sposò l'attore Léo Lapara, che lavorava nella compagnia di Louis Jouvet, in quel periodo in tournée nel Sudamerica non potendo rientrare in Francia a causa della guerra. Dopo la Liberazione accompagnò il marito in Francia e continuò a lavorare occasionalmente ottenendo dei piccoli ruoli sia a teatro che al cinema. Nel 1947 incontrò il regista Henri-Georges Clouzot e lo sposò, assumendone il cognome anche artisticamente.
Comparve in soli tre film tutti diretti da suo marito, il più notevole dei quali è stato il thriller classico I diabolici del 1955. Fu tra gli sceneggiatori del film La verità, diretto da suo marito. Vera Clouzot morì a Parigi nel 1960, all'età di 46 anni, per un attacco di cuore ed è sepolta nel cimitero di Montmartre. Curiosamente la malattia di cui soffrì e la sua morte rispecchiano quella del personaggio di Christina Delasalle da lei interpretato nel film I diabolici.

## Filmografia
- Vite vendute (Le Salaire de la peur), regia di Henri-Georges Clouzot (1953)
- I diabolici (Les Diaboliques), regia di Henri-Georges Clouzot (1955)
- Le spie (Les Espions), regia di Henri-Georges Clouzot (1957)

## Sceneggiatrice
- La verità (La Vérité), regia di Henri-Georges Clouzot (1960)